# Хайберский проход
Хайбе́рский прохо́д (урду درہ خیبر‎; пушту کوتل خیبر‎ — проход Хайбар) — горный проход в хребте Спингар (пушту سپین‌غر‎ — «белая гора») или Сафедкох (дари سفیدکوه — «белая гора») к югу от ущелья реки Кабул, на афгано-пакистанской границе. Длина прохода составляет 53 км, ширина 15—130 м. Основной перевал находится на высоте 1030 м. Проход издревле использовался как важный торговый путь между Южной и Центральной Азией, а также имел стратегическое значение. Наивысшая точка прохода расположена на территории Пакистана, в 5 км от границы. Севернее прохода протекает река Кабул.
Хайберский проход начинается от пакистанского города Джамруд (491 м), примерно 15 км к западу от Пешавара. Через проход проложена железная дорога, идущая с пакистанской стороны к границе, а также шоссе Пешавар — Кабул. Дорога вьётся по склонам 48 км, минуя самое узкое место, где расстояние между стенами каньона составляет 15 метров, и приводит в пакистанский город Торкхам, где проход заканчивается. Шоссе было построено британцами в 1879 году, а строительство железнодорожной ветки от Джамруда до Ланди-Котала заняло 6 лет и завершилось в 1925 году.
Зафиксированные в истории переходы через Хайберский проход начинаются с походов Александра Македонского. Проход также использовался мусульманами при завоевании Южной Азии, которое привело к образованию Империи Великих Моголов в 1526 году.
В период британского владения Индией Хайберский проход использовался в войнах Великобритании с Афганистаном в 1838—1842, 1878—1880 и 1919 годах. На склонах прохода расположены памятники и форты, созданные британцами в то время.
Территория вокруг прохода заселена пуштунскими племенами и в настоящее время используется как база нелегальных вооружённых бандформирований.